# Света Марина (Горенци)
Вижте пояснителната страница за други значения на Света Марина.
„Света Марина“ (на гръцки: Αγίας Μαρίνας Καλής Βρύσης) е българска възрожденска църква в зъхненското село Горенци (Кали Вриси), Гърция, част от Зъхненската и Неврокопска епархия.
Църквата е гробищен храм и е построена в центъра на селото в 1883 година при митрополит Герман III Драмски, за което свидетелства вградена в апсидата плоча. Представлява еднокорабен храм с женска църква и трем на западната и южната страна. Общите размери са 15,90 на 7,80 m. Според Георги Стрезов в 1891 година църквата е гъркоманска, подчинена на Вселенската патриаршия. По-късен надпис гласи:
| „ | Ώκοδομήθη έπί τών ήμερων τον άοιδίμου 'Αγίου Δράμας Γερμανού του Γ ' έν ετει 1883-30- 4. Έγένετο δε παρανάλωμα τον πυράς εν ετει 1914 22 Ίανουαρίου καί άνωκοδομήθη του ΐδίον ετονς έπί τών ήμερων τον Άγιον Δράμας Άγαθαγγελον τον Μάγνητος. | “ |